# Lord-lieutenant du Dyfed
Le lord-lieutenant du Dyfed (Lord Lieutenant of Dyfed en anglais et Arglwydd Raglaw Dyfed en gallois) est le représentant de la monarchie britannique dans le comté préservé du Dyfed, au pays de Galles.
La fonction est pour la première fois exercée par Richard Hanning Philipps à partir du 1er avril 1974, qui, avant sa nomination occupait la fonction de lord-lieutenant de Pembroke depuis 1958. est le lord-lieutenant du Dyfed depuis 2016.

## Histoire
Au sens du Local Government Act 1888, les zones de lieutenance sont définies à partir des comtés administratifs créés à partir du 1er avril 1889 en Angleterre-et-Galles. Cependant, au pays de Galles, celles-ci sont modifiées au 1er avril 1974 d’après la disposition 218 du Local Government Act 1972,.
Une nouvelle zone de lieutenance couvrant le comté du Dyfed est ainsi érigée à partir de celles du Cardiganshire, du Carmarthenshire et de Pembroke. Alors que les fonctions de lord-lieutenants du Cardiganshire, du Carmarthenshire et de Pembroke, sont abolies le 31 mars 1974, celle de lord-lieutenant du Dyfed est instituée au 1er avril 1974 par le Lord-Lieutenants Order 1973, un décret du 24 octobre 1973,.
Le Local Government (Wales) Act 1994 abolit les comtés créés au pays de Galles par la loi de 1972 au 31 mars 1996. Toutefois, ceux-ci conservent un rôle cérémoniel limité en tant que comtés préservés, notamment dans le cadre des zones de lieutenance. Ainsi, le comté préservé du Dyfed reste opérationnel dans de nouvelles limites territoriales, qui sont les mêmes que celles décrites par la loi en 1972.

## Liste des lord-lieutenants
| Identité                              | Lettres patentes de nomination | Souverain    | Qualité |
| ------------------------------------- | ------------------------------ | ------------ | --- |
| Richard Hanning Philipps              | 18 avril 1958                  | Élisabeth II | Militaire |
| David Courtenay Mansel Lewis          | 15 février 1979                | Élisabeth II | Haut-shérif du Carmarthenshire (1965-1966) Vice-lieutenant du Dyfed (1974-1979) |
| John Morris, baron Morris of Aberavon | 16 décembre 2002               | Élisabeth II | Membre du Parlement, élu dans la circonscription d’Aberavon (1959-2001) Secrétaire d’État pour le Pays de Galles (1974-1979) Procureur général pour la juridiction d’Angleterre-et-Galles (1997-1999) Procureur général pour l’Irlande-du-Nord (1997-1999) Pair viager (depuis 2001) |
| Robin William Lewis                   | 17 septembre 2007              | Élisabeth II | Haut-shérif du Dyfed (1987-1988) Vice-lieutenant du Dyfed (2002-2007) |
| Sara Elinor Edwards                   | 8 février 2016                 | Élisabeth II | Journaliste |